# Roar Flåthen
Roar Flåthen, född 15 januari 1950, är en norsk fackföreningsledare och politiker för Arbeiderpartiet. Flåthen var tidigare ledare för norska Landsorganisasjonen. Han första vice ordförande i LO från 2001 och utsågs till ordförande efter att Gerd-Liv Valla avgick från posten 9 mars 2007. Han efterträddes av Gerd Kristiansen i maj 2013.
Flåthen är utbildad mekaniker och arbetade tidigare på Kongsberg vapenfabrik. Han har sin fackliga bakgrund i Norsk Jern- og Metallarbeiderforbund och senare Fellesforbundet.